# Julián Magallanes
Julián David Magallanes (Casilda, 20 marzo 1986) è un ex calciatore argentino, di ruolo centrocampista.

## Carriera
Inizia nel Tiro Federal dove debutta nel campionato di Apertura 2006. Sempre in Argentina gioca con il Gimnasia (S) nel Torneo Argentino B. Arrivato in Italia nel 2007 alla Sangiustese, con cui vince il girone F del campionato di Serie D, arrivando in semifinale nella Poule Scudetto. La stagione successiva avviene il debutto tra i professionisti in Italia, sempre con la maglia della Sangiustese. Nel gennaio 2009 approda in Serie B con il Vicenza che dopo nove partite lo gira al Taranto. Dal 2010 al 2012 gioca sempre in Serie B con il Cittadella. Il 12 luglio 2012 passa a titolo definitivo alla Cremonese in Lega Pro Prima Divisione.

## Palmarès

### Club

#### Competizioni nazionali
- Serie D: 1

Sangiustese: 2007-2008 (Girone F)